# Synagoge (Faulquemont)

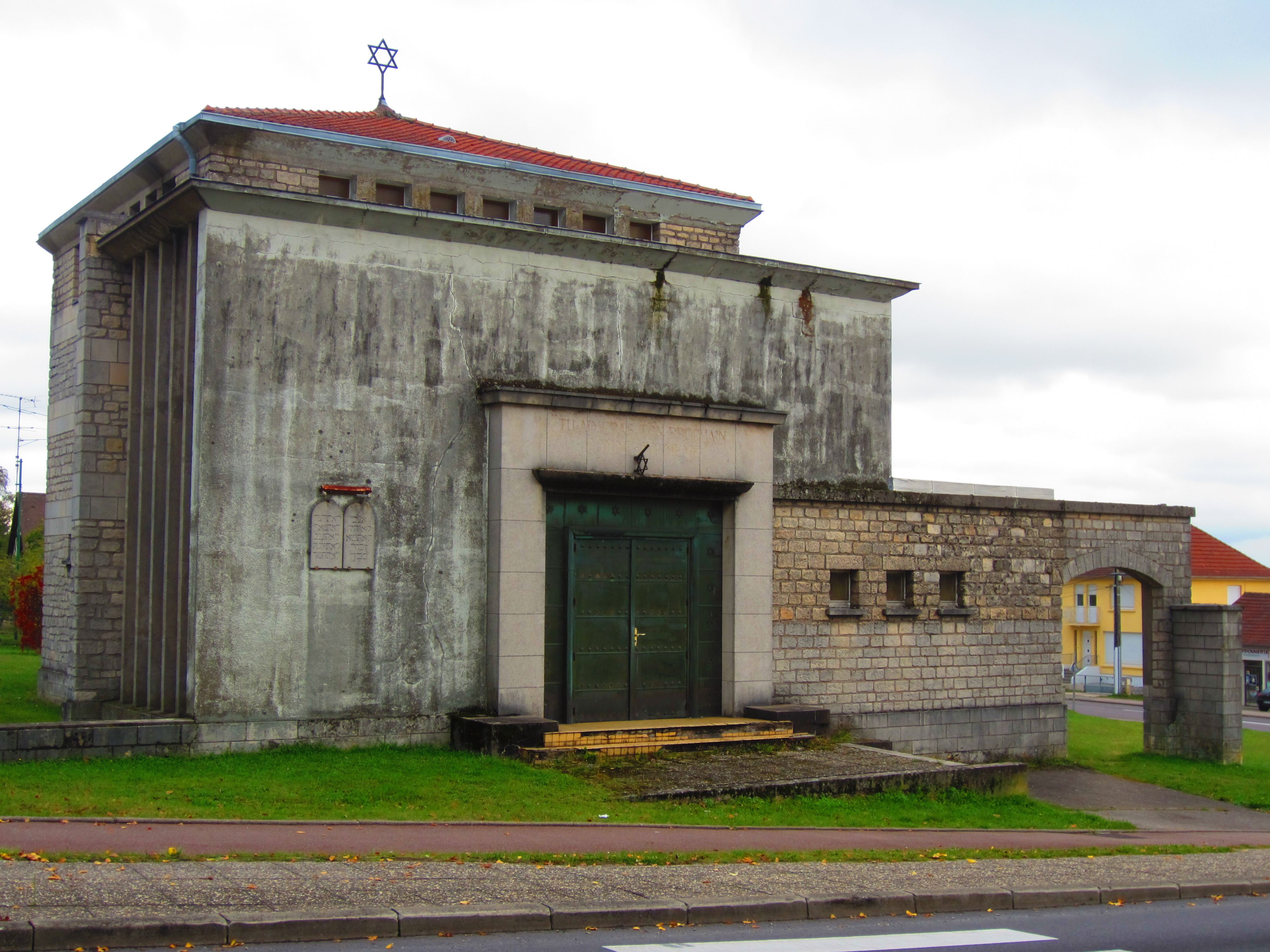
Synagoge in Faulquemont (2012)

Die Synagoge in Faulquemont, einer Gemeinde im Département Moselle in der französischen Region Lothringen, wurde 1962 errichtet, da die 1900 erbaute alte Synagoge 1940 von den deutschen Besatzern zerstört wurde.
Die Synagoge in der Avenue André Viaud wird seit Jahren nicht mehr für den Gottesdienst genutzt.